# Struga
Struga (in macedone Струга?, in albanese Strugë) è un comune urbano della Macedonia del Nord; il capoluogo omonimo ha 63 376 abitanti (dati 2002). La sede municipale è nella località omonima. Nel 2003 i comuni di  Velešta, Delogoždi, Labuništa e Lukovo furono accorpati al comune di Struga.
In onore dei fratelli Miladinov, nati a Struga, si tiene annualmente, dal 1962, il Festival internazionale della poesia.

## Geografia fisica
Il comune confina con il lago di Ocrida a sud, Debarca a est, Centar Župa a nord e ad ovest con Vevčani e l'Albania.

## Società

### Evoluzione demografica
Dal punto di vista etnico gli abitanti della città di Struga (pop. 16 559) sono così suddivisi:
- Macedoni, 8 293 (53,7%)
- Albanesi, 5 901 (31.9%)
- Turchi, 907 (5.5%)
- Valacchi, 550 (3.3%)
- Altri, 908 (5.5%)

## Località
Il comune è formato dall'insieme delle seguenti località:
| - Struga (sede comunale) - Gorna Belica - Oktisi - Draslajca - Bidzevo - Ložani - Moroišta - Dolna Belica - Vranište - Radolišta | - Mali Vlaj - Zagračani - Frangovo - Shum - Višni - Misleševo - Kališta - Radožda - Bezovo - Brčevo | - Drenok - Jablanica - Lakaica - Mokov - Modrič - Nerezi - Piskupština - R'žanovo - Selci - Burinec | - Zbazhdi - Prisovjani - Globočica - Bogojci - Livada - Korošišta - Mislodežda - Novo Selo - Poum - Dzepin Toska | - Podgorci - Boroec - Tašmaruništa - Dobovjani - Gorno Tateši - Dolno Tateši - Velešta - Delogoždi - Labuništa - Lukovo |

## Amministrazione

### Gemellaggi
- Cervara di Roma (RM)